# Roman Wójcicki
Roman Mirosław Wójcicki (Nysa, 8 gennaio 1958) è un ex calciatore polacco, di ruolo difensore.

## Palmarès

### Club

#### Competizioni nazionali
- Campionato polacco: 1

Widzew Lodz: 1981-1982
- Coppa di Polonia: 1

Widzew Lodz: 1984-1985
- Coppa di Lega polacca: 1

Odra Opole: 1977
- Coppa di Germania: 1

Hannover: 1991-1992

#### Competizioni internazionali
- Coppa Piano Karl Rappan: 1

Widzew Lodz: 1982